# Кейва
Кейва — водопад в Адлерском районе города Сочи. Расположен в горах в правобережье Мзымты, примерно в 1,5 км от автодороги Красная Поляна — Эстосадок.
Назван в честь эстонского экскурсовода-натуралиста Эльмара Яновича Кейва, который много лет водил экскурсии к водопаду, когда он ещё был безымянным.
Водопад находится в Сочинском национальном парке на территории колхидского леса; фауна этих мест такова — медведь, волк, кабан, рысь и др. Весной и осенью (после прохождения дождей) водопад более полноводен; летом не пересыхает и представляет собой отличное место для фотосессий.
Путь к водопаду ведёт с турбазы министерства обороны России под названием «Красная Поляна», расположенной по адресу: ул. Защитников Кавказа, д. 5. Расстояние от турбазы до водопада по тропе составляет 2.5 км, перепад высот — 200—300 м; время прохождения пути в одну сторону — 1 час в быстром темпе и 1.5 часа в среднем темпе. Чуть ниже водопада тропа уходит далее с выходом на основной маршрут следования к Хмелевским озёрам.